# Зелёное порно
«Зелёное порно» — серия короткометражных фильмов о половом поведении животных. Сериал, вышедший на экраны в 2008 году и транслировавшийся на телеканале Sundance, стал задумкой, результатом сценария и постановкой его же актрисы Изабеллы Росселлини.
В восьми эпизодах, составляющих первый сезон, Росселлини наглядно изображает сцены брачных игр различных насекомых и других животных (включая стрекозу, паука, пчёл, богомола, дождевого червя, улитку и комнатную муху) с картонными декорациями и реквизитами из поролона. Второй сезон посвящён жизни морских существ. В третьем сезоне рассматривается, как их жизни угрожает коммерческое рыболовство.

## История создания
По словам Росселлини, идея «Зелёного порно» пришла во время работы с Робертом Редфордом и каналом Sundance. Росселлини ранее работала в Sundance над предшествующим короткометражным фильмом «Моему отцу – 100». Редфорд считал, что масштабное распространение Интернета и быстро развивающийся мобильный Интернет позволили «перезапустить формат короткометражных фильмов».
Sundance выделил экспериментальный бюджет на создание фильма и предложил, чтобы проект Росселлини попал в сферу компетенции программы Sundance «Зелёный». Страсть Росселлини к фауне позволило сбалансировать текущие проекты, сосредоточенные на доме и еде, животными, которые «окружают нас каждый день», но при этом обладают «невероятным разнообразием способов спаривания, что очень провокационно».

## Концепция и развитие

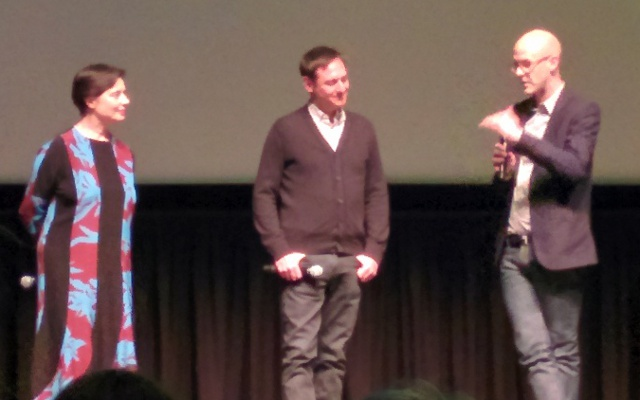
Слева направо: Изабелла Росселлини с Джоди Шапиро и Энди Байерсом на фестивале Sundance Kabuki

Росселлини утверждает, что проводила множество исследований перед каждой серией, а затем проводила время в попытках определить, как это исследование «комично визуализировать»
. По словам Росселлини, она поставила цель создать одновременно развлекательный и образовательный контент.
Джоди Шапиро и Рик Гилберт ответственны за воплощение исследований и концепций Росселлини в бумажные и поролоновые костюмы, которые напрямую способствуют созданию уникального визуального стиля сериала. После создания костюмов в день снимается примерно одно животное, а общее время производства составляет около десяти месяцев за сезон.
В течение трёх сезонов центр внимания «Зелёного порно» сместился. Первый сезон был посвящён исключительно беспозвоночным, с которыми люди могут реально сталкиваться ежедневно. Во втором сезоне рассматривались морские существа в целом, но также задействован эпизод о половых органах. В течение третьего и самого короткого сезона шоу была выбрана открытая экологическая тема, в частности, сосредоточенная на проблеме вылова рыбы, превышающего брачные привычки животных, обычно употребляемых в пищу. В этом сезоне Росселлини помогал биолог Клаудио Кампанья.

## Распространение мультимедиа
С третьего сезона Sundance Channel запустил мультимедийное продвижение «Зелёного порно». Премьера всех четырех эпизодов сезона состоялась на кинофестивале в Торонто в пятницу 11 сентября 2009 года. 14 сентября 2009 года — дата премьеры сериала на веб-сайте телеканала Sundance, а 21 сентября 2009 года состоялась телевизионная премьера. «Зелёное порно: книга и короткометражный фильм» (HarperStudio - 2009) была выпущена в сентябре 2009 года, через восемь дней после интернет-премьеры третьего сезона веб-сериала. Книга служила дополнением к сериалу и включала цветные фотографии, кадры из закулисных съёмок племянника Изабеллы Томмазо Росселлини, а также DVD-диск с короткометражными фильмами «Зелёного порно» за все три сезона.

### Сиквел
«Бон аппетит» — тема третьего сезона телесериала, рассматривающего репродуктивное поведение морских животных, которые являются частью пищевой промышленности, а также экологически нерациональной практики, преобладающей в рыболовный промысел. Эпизод «Соблазни меня» был назван «порождением» «Зелёного порно», и в нём было показано несколько короткометражных фильмов о различных проявлениях ухаживаний и брачных игр более широкого круга животных. Росселлини также сотрудничала с Burt's Bees в коротком сериале под названием «Беседы Бёрта с пчёлами», в котором обсуждались биология и поведение медоносных пчёл, а также синдром разрушения пчелиных семей. В 2013 году в третьей серии под названием «Мамаши», выпущенной в День матери рассматриваются различные уровни родительского вклада, который матери дают своему потомству.
Росселлини также сняла фильм специально для Discovery Channel под названием «Животные меня отвлекают» в стиле «Зелёного порно» и других видео, описывающих натуру различных животных в повседневной жизни.

## Второстепенные роли
Самцов пчёл играют Роберто Росселлини, Даллас Джорджи и Луи Джакобетти. В роли личинки пчелы выступает Она Гранди.

## Награды
| Год  | Премия                               | Номинация                   | Номинант            |
| ---- | ------------------------------------ | --------------------------- | ------------------- |
| 2009 | Webby Awards — онлайн-фильмы и видео | Best Individual Performance | Изабелла Росселлини |
| 2009 | Webby Awards — онлайн-фильмы и видео | Experimental                | «Зелёное порно»     |

## Упоминания в СМИ
Телесериал был отмечен Стивеном Кольбером в «Отчёте Кольбера» 12 мая 2008 г. Он был также упомянут Грэмом Нортоном в «Шоу Грэма Нортона» (которое транслируется на BBC America) 31 мая 2009 года. Отрывки из эпизодов «Зелёного порно» об утках и клопах появились 7 мая в рубрике «Клип недели» выпуска «The Soup» 2010 года, а также в эпизодических выпусках «The Soup Presents». Отрезок о клопах был использован Джоном Стюартом в The Daily Show 24 августа 2010 года.
Некоторые из эпизодов были продемонстрированы на крупной временной выставке о репродукции животных Кливлендского музея естественной истории в начале 2014 года.